# 레모네이드 마우스
《레모네이드 마우스》(Lemonade Mouth)는 미국에서 제작된 패트리시아 리건 감독의 2011년 뮤지컬 텔레비전 영화이다. 브리짓 멘들러 등이 주연으로 출연하였고 마티아스 알바레즈 등이 제작에 참여하였다.
이 영화는 2011년 4월 15일 디즈니 채널을 통해 초연되었다.
사운드트랙은 2011년 4월 12일 발매되었다.

## 출연

### 주연
- 브리짓 멘들러
- 애덤 힉스

### 조연
- 헤일리 키요코
- 나오미 스콧
- 블레이크 마이클
- 닉 루
- 크리스 브로처
- 쉬시 커럽
- 티샤 캠벨 마틴
- 크리스토퍼 맥도날드
- 밥 제저
- 에이미 데일
- 아리아나 스미시
- 케이틀린 리밴스
- 엘리즈 이버리
- 주디스 레인
- 톰 로메로
- 리디 코빈
- 토마스 산체즈
- 에드워드 A. 듀란
- 저메인 워싱턴
- 브렌던 클락
- 폴 클락
- 스콧 타케다
- 아이작 카피
- 파멜라 맥크레리
- 자니 헥터
- 필 루나
- 로라 커닝햄
- 제이너 조던
- 치아라 브로코
- 니콜라스 마르티네즈
- 크리스토퍼 스콧
- 랜스 길예르모
- 루이스 로사도
- 데이빗 슈레이브맨
- 브랜던 쇼
- 제시 브라운
- 제이밀 맥기
- 필 아놀드
- 리처드 바렐라
- 티나 보렉
- 라바 버클리
- 스티븐 레이 버드
- 랜스 카팔디
- 쉐인 크라운
- 캐스린 댈리
- 자레드 기에제
- 클리프 그라벨
- 에릭스 알폰스 하우스매니스
- 밥 케이
- 로렌 풀
- 데이빗 T. 콴
- 그리젤다 퀸타나
- 켈리 러블
- 제임스 로렌스 시카드

## 기타
- 원작자: 마크 피터 휴즈
- 공동제작: 게일린 프레이체
- 조감독: 케빈 블랙
- 조감독: 사라 레몬
- 조감독: 체멘 오초아
- 조감독: 카렌 F. 오초아
- 미술: 가이 반즈
- 세트: 웬디 오졸스-바니스
- 의상: 모나 메이
- 분장부문: 그레첸 브라이트
- 분장부문: 캐서린 콘래드
- 분장부문: 제니퍼 제인
- 분장부문: 졸린 니에토
- 분장부문: 애슐린 패딜라
- 프로덕션매니저: 애덤 램버트
- 프로덕션매니저: 브렌트 모리스
- 프로덕션매니저: 앤드리아 P. 스틸겐바우어

## 같이 보기
- 디즈니 채널의 오리지널 영화 목록